# Johann Viktor Bredt
Pour les articles homonymes, voir Bredt.
Johann Viktor Bredt est un homme politique allemand, né le 2 mars 1879 à Barmen, actuellement district de Wuppertal (province de Rhénanie), et mort le 12 décembre 1940 à Marbourg (Allemagne).
Membre du Parti du Reich des classes moyennes allemandes (WP), il est ministre de la Justice en 1930.